# Pakas
Die Pakas (Gattungsname Cuniculus, lateinisch für „Kaninchen“) sind eine amerikanische Säugetiergattung aus der  Ordnung der Nagetiere. Sie werden in einer eigenen Familie, Cuniculidae, geführt. Manchmal werden sie auch zu den Agutis und Acouchis (Dasyproctidae) gerechnet, mit diesen dürften sie aber nicht sehr nahe verwandt sein. Es gibt zwei Arten, das Paka (Cuniculus paca) und das Bergpaka (Cuniculus taczanowskii).

## Aussehen
Das Fell der Pakas ist braun gefärbt und hat vier Reihen weißer Flecken an jeder Körperseite, die Unterseite ist heller, fast weißlich. Ihr Kopf ist dick und eckig und wirkt wie geschwollen. Sie haben einen kurzen Hals und einen gedrungenen Körper mit kräftigen Beinen. Die Vorderfüße enden in vier Zehen, die Hinterfüße in drei (die übrigen Zehen sind zwar vorhanden, aber rückgebildet). Jede Zehe endet in einer hufähnlichen Kralle. Pakas erreichen eine Kopf-Rumpf-Länge von 60 bis 80 Zentimetern, der Schwanz ist verkümmert und nur zwei bis drei Zentimeter lang. Das Gewicht dieser Tiere beträgt sechs bis zwölf Kilo, wobei die Männchen etwas schwerer werden.

## Verbreitung
Pakas leben in tropischen Wäldern in Mittel- und Südamerika. Ihr Verbreitungsgebiet reicht von Mexiko bis Brasilien und Paraguay.

## Verhalten
Pakas kommen in einer Reihe von Habitaten vor, bevorzugen jedoch Wälder in Wassernähe. Sie sind nachtaktiv und halten sich während des Tages in einem unterirdischen Bau auf, den sie selbst gegraben oder von anderen Tieren übernommen haben. Diese Baue sind einfache Röhren, die bis zu zwei Meter unter die Erde reichen und oft unter Baumwurzeln oder Felsen gelegen sind. Um bessere Fluchtmöglichkeiten zu gewährleisten, haben sie oft mehrere Ausgänge. Nach der Dämmerung begeben sie sich auf Nahrungssuche. Pakas sind Bodenbewohner, die nicht auf Bäume klettern, dafür können sie gut schwimmen und tauchen und fliehen vor Fressfeinden oft ins Wasser. Im Allgemeinen sind sie sehr scheu und vorsichtig. Außerhalb der Paarungszeit leben sie einzelgängerisch.

## Nahrung
Pakas sind Pflanzenfresser, ihre Nahrung besteht aus Blättern, Stängeln, Wurzeln und zu Boden gefallenen Früchten.

## Fortpflanzung
Über die Fortpflanzung der Pakas gibt es unterschiedliche Angaben. Während sie in Mexiko eine feste Paarungszeit kennen (Jungtiere kommen in der Trockenzeit im Winter oder Frühling zur Welt), können sie in anderen Regionen das ganze Jahr über Nachwuchs zur Welt bringen, manchmal auch zwei Würfe pro Jahr. Die Tragzeit liegt bei rund 120 Tagen, die Wurfgröße bei einem bis zwei Junge. Jungtiere werden nach rund drei Monaten entwöhnt und erreichen mit rund einem Jahr die Geschlechtsreife. Die Lebenserwartung liegt in freier Natur bei maximal 12 bis 13 Jahren, in menschlicher Obhut bis zu 16 Jahre.

## Pakas und Menschen
Pakas gelten mancherorts als Schädlinge, da sie in Plantagen einfallen und diese verwüsten. Ihr Fleisch gilt als ausgesprochene Delikatesse und erzielt hohe Preise. Aus diesen Gründen werden sie gejagt und sind in manchen Regionen selten geworden. Insgesamt sind sie jedoch nicht bedroht, lediglich das Bergpaka, das in der Andenregion im nördlichen Südamerika lebt, gilt als gering gefährdet.

## Benennung und Systematik
Für die Pakas findet sich auch der wissenschaftliche Name Agouti, Lacépède, 1799, was oft zur Verwirrung führte, da er nicht auf die Agutis angewendet wurde. Beide Namen, Agouti und Cuniculus, wurden lange Zeit parallel verwendet, ehe die ICZN 1994 Agouti für ungültig und Cuniculus für den einzigen gültigen Namen erklärte.
Das Bergpaka (C. taczanowskii) wird manchmal in der Gattung Stictomys geführt, die aber nur ein Synonym für Cuniculus ist.
Pakas sind in der hier gültigen Systematik, die sich an Wilson und Reeder (2005) orientiert, eine eigene Familie (Cuniculidae). Gelegentlich finden sich auch die Namen Agoutidae beziehungsweise Agoutinae für dieses Taxon. Manchmal werden sie auch mit den Agutis und Acouchis zusammengefasst.